# SL2(R)
In de groepentheorie, een deelgebied van de wiskunde, de speciale lineaire groep SL2(R) is de groep van alle reële 2 × 2 matrices met determinant een:
{\displaystyle {\mbox{SL}}_{2}(\mathbb {R} )=\left\{\left({\begin{matrix}a&b\\c&d\end{matrix}}\right):a,b,c,d\in \mathbb {R} {\mbox{ en }}ad-bc=1\right\}.}
De SL2(R) groep is een reële Lie-groep met belangrijke toepassingen in de meetkunde, de topologie, de representatietheorie en de natuurkunde. De deelgroep {\displaystyle {\mbox{SL}}_{2}(\mathbb {Z} )} van 2x2 matrices met positieve gehele getallen en determinant 1 is bijvoorbeeld verwant met de breuken in Farey-rijen. 